# Wypadkowość
Wypadkowość – suma wypadków zaistniałych w określonym czasie, zazwyczaj w ciągu roku, przedstawiona za pomocą wskaźników. Wskaźniki umożliwiają porównywanie, ocenianie i szeregowanie zakładów, branż i państw pod względem wielkości wypadkowości.

## Mierniki wypadkowości
Stosowane są dwa mierniki wypadkowości:
- wskaźnik ciężkości wypadków,
- wskaźnik częstości wypadków.

Wskaźnik ciężkości wypadków {\displaystyle Cw} to stosunek liczby dniówek straconych {\displaystyle ds} które są spowodowane absencją wypadkową do liczby wszystkich zaistniałych wypadków {\displaystyle lw.} Obliczany jest zgodnie ze wzorem:
{\displaystyle Cw=ds/lw}.
Wskaźnik częstości wypadku {\displaystyle W} to liczba osób poszkodowanych w wypadkach w porównaniu do wielkości produkcji, liczby osób zatrudnionych oraz do czasu ekspozycji na zagrożenie (gdzie jednostką jest dniówka lub liczba przepracowanych godzin). Najczęściej stosuje się wskaźnik wyrażony stosunkiem liczby wypadków {\displaystyle lw} do liczby osób zatrudnionych {\displaystyle Z} zgodnie ze wzorem:
{\displaystyle W_{1000}=(lw/Z)x1000}.
Wskaźniki odnoszące liczbą wypadków do wielkości produkcji są miarą biologicznego kosztu produkcji. Służą do porównań między branżami. Wskaźniki odnoszące wypadki do liczby zatrudnionych lub do czasu pracy, obrazują wielkość indywidualnego ryzyka utraty życia lub zdrowia podczas pracy w danej branży czy w danym zakładzie.
Wieloletnie wskaźniki są szczególnie użyteczne dla porównań wypadkowości śmiertelnej pomiędzy zakładami, branżami, państwami.

## Ocena wypadkowości
Ocena wypadkowości spełnia rolę informacyjną oraz motywacyjną, w takim sensie, że informuje o stanie obecnym i motywuje do zmiany stanu zastanego na lepszy. Jest to szczególnie istotne, ponieważ każde zmniejszenie wypadkowości jest krokiem ku uzyskaniu pełnego bezpieczeństwa w pracy. Składa się z dwóch elementów:
- analizy zmian,
- porównania z innymi.

Analiza zmian to porównanie wypadkowości z ostatniego roku z wypadkowością zarejestrowana we wcześniejszych okresach. W wyniku analizy można stwierdzić: wzrost, spadek lub bark zmian.
Porównanie z innymi może objąć dział, cały zakład, branżę lub państwo. Na podstawie porównań można określić stopień bezpieczeństwa panujący w danym dziale w odniesieniu do pozostałych działów, danego przedsiębiorstwa na tle branży.

## Interpretacja wartości wskaźników wypadkowości
Z obliczonej i ocenionej wartości wskaźnika ciężkości i częstości wypadków można wnioskować o:
- poziomie i specyfice zagrożeń,
- skuteczności zastosowania profilaktyki,
- kompetencjach kierownictwa i nadzoru odpowiedzialnych za politykę bezpieczeństwa,
- kwalifikacjach i motywacji pracowników do stosowania się do zasad bezpieczeństwa,
- sprawności systemu bezpieczeństwa oraz państwowego systemu ochrony pracy.

## Definicja wypadku przy pracy
Zgodnie z Kodeksem pracy za wypadek przy pracy uważa się nagłe zdarzenie wywołane przyczyną zewnętrzną powodujące uraz lub śmierć, które nastąpiło w związku z pracą:
- podczas lub w związku z wykonywaniem zwykłych czynności lub poleceń przełożonych,
- podczas lub w związku z wykonywaniem przez pracownika czynności na rzecz pracodawcy, nawet bez polecenia,
- w czasie pozostawania pracownika w dyspozycji pracodawcy w drodze między siedzibą pracodawcy a miejscem wykonywania obowiązków wynikających ze stosunku pracy.

W psychologii pracy przyjmuje się, że wypadek to każde nieplanowane wydarzenie doprowadzające do obrażeń.

## Ustalenie okoliczności i przyczyn wypadku przy pracy
Ustalenie okoliczności i przyczyn wypadów przy pracy dokonuje się na podstawie karty wypadku. Ustalenia dokonuje zespół powypadkowy, do którego obowiązków należy:
- dokonać oględzin miejsca wypadku, stanu technicznego maszyn, stanu urządzeń ochronnych, zbadać warunki wykonywania pracy i inne okoliczności, które mogły mieć wpływ na powstanie wypadku,
- sporządzić szkic lub wykonać fotografię miejsca wypadku, jeśli jest to konieczne,
- przesłuchać poszkodowanego, jeżeli stan jego zdrowia na to pozwala,
- przesłuchać świadków wypadku,
- zasięgnąć opinii lekarskiej, w szczególności lekarza sprawującego opiekę zdrowotną nad pracownikiem, oraz w razie potrzeby innych specjalistów,
- zebrać inne dowody dotyczące wypadku,
- dokonać kwalifikacji prawnej wypadku, kierując się zasadami określonymi w ustawie wypadkowej,
- określić wnioski i środki profilaktyczne.

## Statystyki z 2010 roku
W 2010 r. zarejestrowano ponad 94 tysiące wypadków przy pracy. Wskaźnik wypadków przy pracy na 1000 pracujących wyniósł 8,12. Jest on niewiele mniejszy niż w roku 2000, co wskazuje na utrzymujący się poziom wypadkowości w ostatniej dekadzie.